# 愛媛県道256号佐田岬三崎線
愛媛県道256号佐田岬三崎線（えひめけんどう256ごう さたみさきみさきせん）は、愛媛県西宇和郡伊方町を通る一般県道である。

## 概要
西宇和郡伊方町正野にある佐田岬から西宇和郡伊方町三崎の三崎港に至る。佐田岬の駐車場からは徒歩道で延長されており、起点は佐田岬燈台キャンプ場との接続地点となっており、起点プレートが埋めこまれている。

### 路線データ
- 起点：西宇和郡伊方町正野（佐田岬、佐田岬燈台キャンプ場付近）
- 終点：西宇和郡伊方町三崎（三崎港、国道197号交点）
- 総延長：15.2 km

## 地理

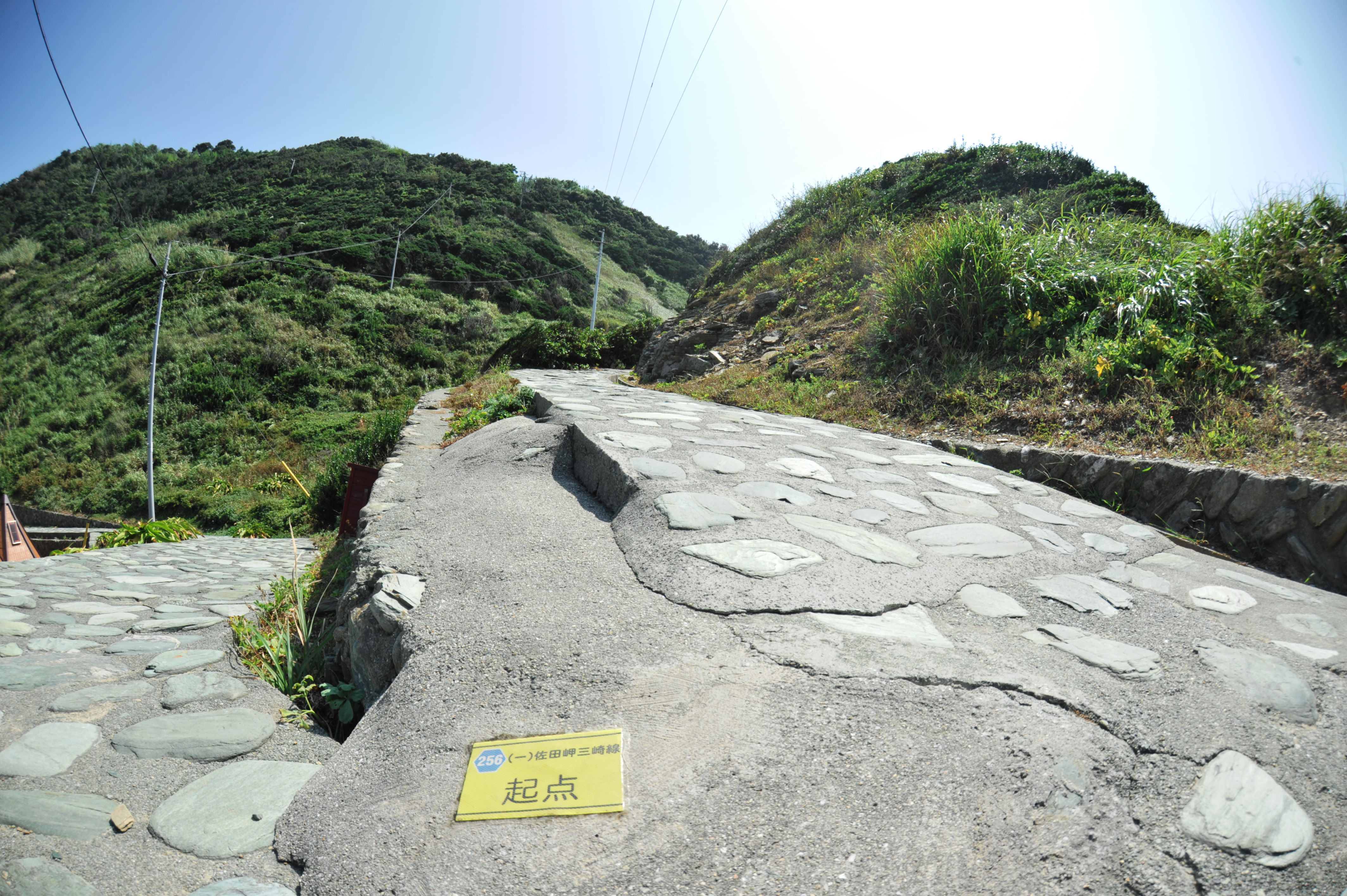
愛媛県道256号起点

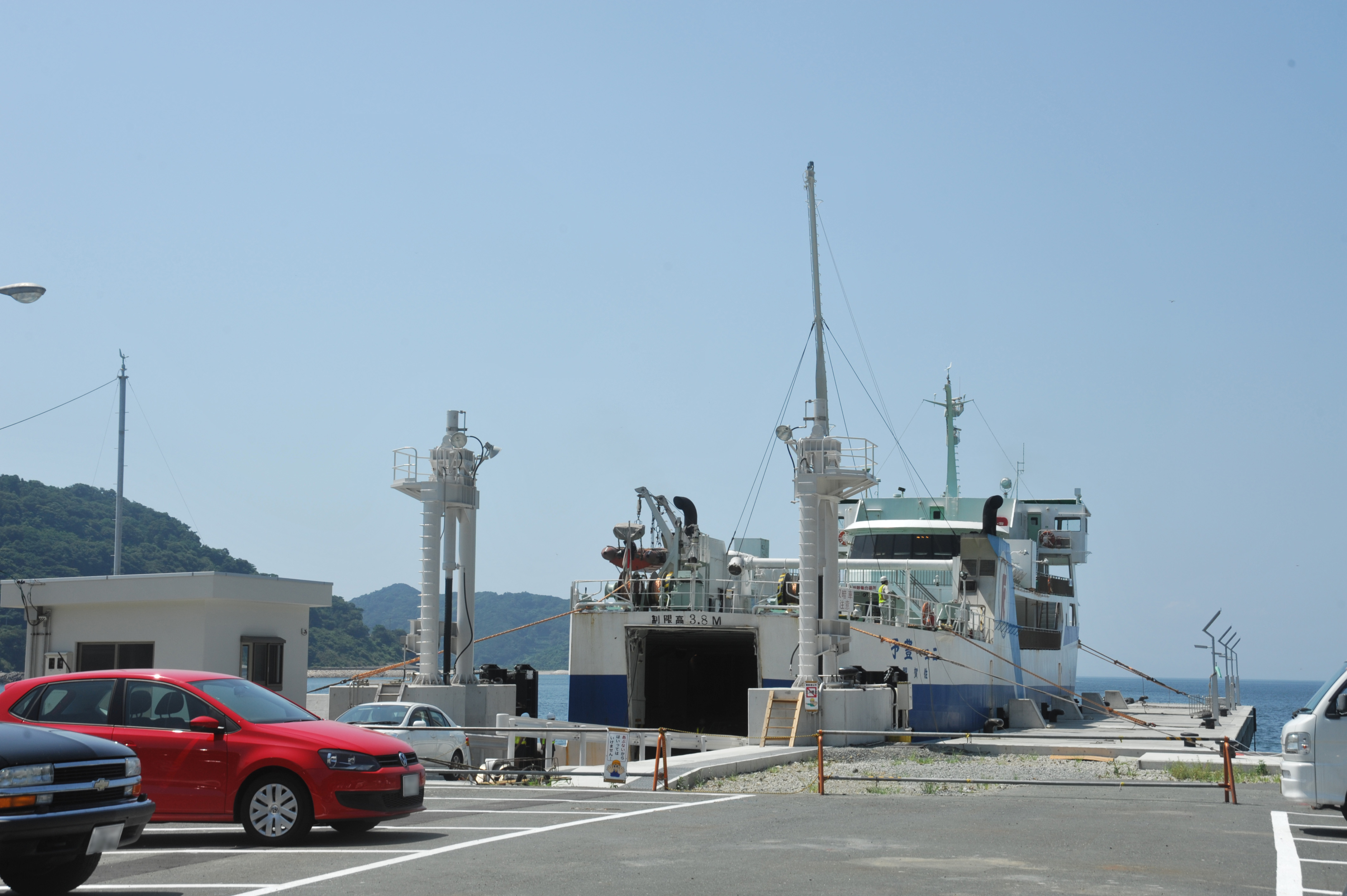
三崎港フェリーターミナル（終点付近）

### 通過する自治体
- 愛媛県
  - 西宇和郡伊方町

### 交差する道路
| 交差する道路              | 交差する場所 | 交差する場所 |
| ------------------------- | ------------ | ------------ |
| 愛媛県道255号鳥井喜木津線 | 三崎         |              |
| 国道197号                 | 三崎         | 終点         |

### 沿線
- 佐田岬燈台キャンプ場
- せと風の丘パーク
- 佐田岬灯台
- 佐田岬砲台
- 三崎港フェリーターミナル